# Fortescue River
Der Fortescue River ist ein Fluss in der Region Pilbara im Nordwesten des australischen Bundesstaates Western Australia. Er ist der drittlängste Fluss des Bundesstaates.

## Geografie

### Verlauf
Der Fluss entspringt bei Deadman Hill in der Ophthalmia Range, rund 30 Kilometer südlich von Newman. Er fließt zunächst nach Norden entlang des Great Northern Highway. Südlich der Ausfahrt Marble Bar unterquert er den nach Westen abbiegenden Highway. Der Fortescue River folgt nun der Marble Bar Road weiter nach Norden und wendet bei Roy Hill seinen Lauf nach Nordwesten entlang des Südrandes der Chichester Range. Nördlich von Munjina (Auski) Roadhouse unterquert er den Great Northern Highway erneut. Entlang der Nordgrenze des Karijini-Nationalparks und vorbei an der Südwestecke des Millstream-Chichester-Nationalparks setzt der Fluss seinen Lauf nach Nordwesten fort. Bei Fortescue River Roadhouse unterquert er den North West Coastal Highway und biegt nach Norden ab. Bei Mardie Station, etwa 70 Kilometer südwestlich von Karratha, mündet er in den Indischen Ozean.

#### Einzugsbereich
Der Einzugsbereich des Fortescue River entwässert die Südhänge der Chichester Range und die Nordhänge der Hamersley Range. Der Boden des Flusstals besteht erdigen Tonböden mit Einlagerungen von trockenem Ton, Lehm und harten Roterden.
Das Wasser des Fortescue River wird im Ophthalmia-Stausee angestaut. Er besitzt ein Volumen von 32 Mio. m³. Die Trinkwasserversorgung von Newman benötigt insgesamt 6,29 Mio. m³/Jahr.

#### Fortescue Marshes
Der Einzugsbereich im Quellgebiet des Flusses am Zusammenfluss des Western Creek und des Warrawanda Creek mit dem Fortescue River ist besonders flach und sumpfig. Bis zur Gregory Gorge (südwestlich des Millstream-Chichester-Nationalparks) ist das Flussbett weitläufig und der Fluss besteht aus vielen Armen. Erst flussabwärts von diesem Punkt ist das Bett des Flusses klarer begrenzt und führt durch eine Reihe von Pools.
Die 960 km² großen Fortescue Marshes wurden von BirdLife International zur Important Bird Area (IBA) erklärt, weil man dort bei Flut bis zu 270.000 Wasservögel findet, darunter über ein Prozent des weltweiten Bestandes von 14 Vogelarten. Zusammen mit nur einer weiteren Stelle wurden dort erstmals seit 1990 auch Populationen des stark gefährdeten Höhlensittichs festgestellt.

#### Ästuar
Die Flussmündung ist ein großes Ästuar. Dieses Ästuar ist größtenteils unverändert und funktioniert vorwiegend durch die Fließenergie des Flusses. Das Flussdelta wird von den Gezeiten bestimmt.
Das Ästuar bedeckt eine Gesamtfläche von 23,3 km². Der größte Teil des Ästuars besteht aus Salzwiesen und Marschland. Eine Kolonie Mangroven nutzt das Ästuar als Lebensraum und bedeckt eine Fläche von 1,2 km². Große weibliche Barramundi leben ebenfalls im Ästuar.

### Nebenflüsse mit Mündungshöhen
(Quelle:)
- Western Creek – 545 m
- Warrawanda Creek – 507 m
- Homestead Creek – 505 m
- Shovelenna Creek – 501 m
- Kalgan Creek – 484 m
- Kulkinbah Creek – 412 m
- Fortescue River South – 393 m
- Hooley Creek – 366 m
- Weelumurra Creek – 345 m
- Caliwinga Creek – 330 m
- Cowcumba Creek – 324 m
- Kanjanjie Creek – 308 m
- Howlett Creek – 302 m
- Dawson Creek – 291 m
- Mill Stream – 283 m
- Portland River – 213 m
- Noondathoona Creek – 196 m
- Booyeemala Creek – 183 m
- Cheeraworadoona Creek – 163 m
- Bandeeyer Creek – 149 m
- Booyeema Pool Creek – 124 m
- Macklin Creek – 104 m
- Tanga Tanga Creek – 71 m
- Wallanaring Creek – 58 m

Der Zyklon „Joan“ sorgte 1975 nicht nur für Hochwasser im Fortescue River, sondern auch in seinen Nebenflüssen Weeli Wolli Creek und Weelumurra Creek. Beide traten über ihre Ufer und unterspülten die Eisenbahnlinien Hamersley Iron und Mount Newman.

### Durchflossene Seen und Stauseen
(Quelle:)
- Ophthalmia-Stausee – 515 m
- Fourteen Mile Pool – 413 m
- Mungthannannie Pool – 399 m
- Mootana Pool – 340 m
- Upper Walloona Pool – 333 m
- Deep Reach Pool – 298 m
- Crossing Pool – 293 m
- Mungowarra Pool – 80 m
- Tarda Pool – 55 m

## Namensherkunft
Der Fluss wurde 1861 vom Forscher Francis Gregory während einer seiner Expeditionen nach C. S. Fortescue, dem damaligen Unterstaatssekretär der Kolonien, benannt.